# Syllis exiliformis
Syllis exiliformis är en ringmaskart som beskrevs av Imajima 2003. Syllis exiliformis ingår i släktet Syllis och familjen Syllidae. Inga underarter finns listade i Catalogue of Life.